# Teleunit
Teleunit S.p.A. è stata un'azienda italiana di telecomunicazioni che offriva in ambito nazionale servizi di telefonia fissa e Internet.

## Storia
L'azienda nasce per iniziativa della famiglia Cimica a Perugia nel 1997, con il nome di Telephonica S.p.A., volta a offrire servizi di telefonia tradizionale e ADSL. Nel settembre dello stesso anno inizia ad operare nelle telecomunicazioni, in seguito alla liberalizzazione della telefonia fissa.
Nel 2000 consegue la licenza di Operatore Nazionale di Telefonia Fissa, coprendo tutto il territorio nazionale. Nel 2002 partecipa all'asta nazionale per l'assegnazione di licenze Wireless Local Loop, vedendosi assegnate le frequenze per il Centro Italia, da dove inizia la creazione di reti WLL.
Nel 2003 l'azienda, assunto nel frattempo il nome di Teleunit, si è espansa verso altri servizi quali la compravendita di traffico telefonico internazionale e le numerazioni a valore aggiunto. Il 26 maggio 2004 Teleunit è stata la prima società italiana a quotarsi con un listino principale presso la Borsa di Londra (listino AIM), ma ha chiesto la cancellazione dal listino il 31 marzo 2009.
Nel giugno del 2008 Teleunit, ad evidenziare la centralità del cliente nelle politiche aziendali, firma un Protocollo d'Intesa con le principali associazioni dei consumatori presenti nel territorio nazionale.
Il 1º febbraio 2011 OkCom S.p.A. acquisisce il ramo telecomunicazioni dell'Azienda e con esso ne acquista clienti, personale e infrastruttura, ponendo come base operativa la sede attuale di Perugia.
Nel 2017 Teleunit si trasferisce a Cipro dove acquisisce una Licenza come Operatore di Telefonia Internazionale.

## Prodotti
- VOIP: Teleunit 7Mega offre servizi di telefonia e internet a banda larga, rivolti a famiglie e aziende
- Teleunit 1, servizio dedicato esclusivamente alla fonia, per l'attivazione da 1 a 4 linee telefoniche esclusive
- Geophonia, servizio di telefonia per chiamate internazionali a basso costo, sia da telefono fisso che cellulare
- VAS, servizi di numerazione a valore aggiunto